# Le Visuel
Le Visuel est un dictionnaire de langue bilingue ou multilingue conçu au Québec, qui se distingue par une approche thématique centrée sur l'image. Chaque image, judicieusement choisie, est présentée sous forme schématique, chacune des parties étant identifiée et définie de façon succincte. Il est le dictionnaire de ce type le plus vendu dans le monde.[réf. nécessaire]
Tant en version papier qu'en version électronique, il se décline en différentes saveurs, chacune visant un marché particulier : jeunes (Mon Premier Visuel, Le Dictionnaire visuel junior), adultes (Le Dictionnaire visuel multilingue, Le Dictionnaire visuel avec définitions), personnes utilisant un ordinateur, etc. L'édition CD-ROM 2006 comporte 6 000 illustrations qui renvoient à 64 000 mots.

## Histoire
L'idée d'un dictionnaire visuel thématique remonte à 1982, à la suite d'une rencontre entre le linguiste Jean-Claude Corbeil et l'éditeur Jacques Fortin, des Éditions Québec Amérique. La maison d'édition a publié la première édition du Visuel, unilingue et en noir et blanc, en 1986. En 2008, l'ouvrage en est à sa troisième édition.